# Куруйку
Куруйку (айм.Quruyqu) — місто на заході Болівії, у департаменті Чукіяпу, адміністративний центр провінції Алая Юнка  (з 1899 року). Засновано у XVIII столітті. Населення становить близько 25 тисяч чоловік.

## Клімат
Місто знаходиться у зоні, котра характеризується морським кліматом. Найтепліший місяць — листопад із середньою температурою 19.4 °C (66.9 °F). Найхолодніший місяць — липень, із середньою температурою 15.1 °С (59.2 °F).
| Клімат Коройко          | Клімат Коройко | Клімат Коройко | Клімат Коройко | Клімат Коройко | Клімат Коройко | Клімат Коройко | Клімат Коройко | Клімат Коройко | Клімат Коройко | Клімат Коройко | Клімат Коройко | Клімат Коройко | Клімат Коройко |
| Показник                | Січ.           | Лют.           | Бер.           | Квіт.          | Трав.          | Черв.          | Лип.           | Серп.          | Вер.           | Жовт.          | Лист.          | Груд.          | Рік            |
| Середній максимум, °C   | 21,1           | 21,1           | 21,3           | 21,6           | 20,8           | 20,2           | 20,3           | 21,4           | 21,9           | 22,7           | 23,1           | 21,9           | 21,5           |
| Середня температура, °C | 19             | 19             | 18,9           | 18,1           | 16,6           | 15,2           | 15,1           | 16,1           | 17,4           | 18,9           | 19,4           | 19,3           | 17,8           |
| Середній мінімум, °C    | 10,1           | 10,1           | 9,7            | 8,6            | 6,5            | 5,1            | 5,1            | 6,4            | 7,8            | 8,9            | 9,8            | 9,9            | 8,2            |
| Норма опадів, мм        | 156.5          | 167.5          | 122.1          | 56             | 32.9           | 12.7           | 14.4           | 34.1           | 71.5           | 85.7           | 99.1           | 157.2          | 1009.7         |
| Днів з опадами          | 15,6           | 14,9           | 11,6           | 5,7            | 2,8            | 1,3            | 1,3            | 2,4            | 5,3            | 6,5            | 8,8            | 12,6           | 88,8           |
| Вологість повітря, %    | 70.8           | 72             | 71.3           | 67.1           | 60.4           | 58             | 57.5           | 57.6           | 60             | 61.1           | 62.7           | 67.6           | 63.8           |
| ----------------------- | -------------- | -------------- | -------------- | -------------- | -------------- | -------------- | -------------- | -------------- | -------------- | -------------- | -------------- | -------------- | -------------- |
| Джерело: Weatherbase    |                |                |                |                |                |                |                |                |                |                |                |                |                |